# アンセリン
アンセリン (anserine) は、哺乳類の骨格筋と脳、および鳥類で見られるジペプチドである。別名、β-アラニル-N-メチルヒスチジン(β-alanyl-N-methylhistidine)。つまり、ヒスチジンのイミダゾール環を構成する窒素のうちの片方がメチル化されたものと、β-アラニンとがアミドを形成した構造をしたイミダゾールジペプチドである。
ヒスチジン残基のイミダゾール環の酸解離定数(pKa)は7.04であり、これが生理的pH（水素イオン指数）の緩衝効果をもたらす。